# Plato del Séder

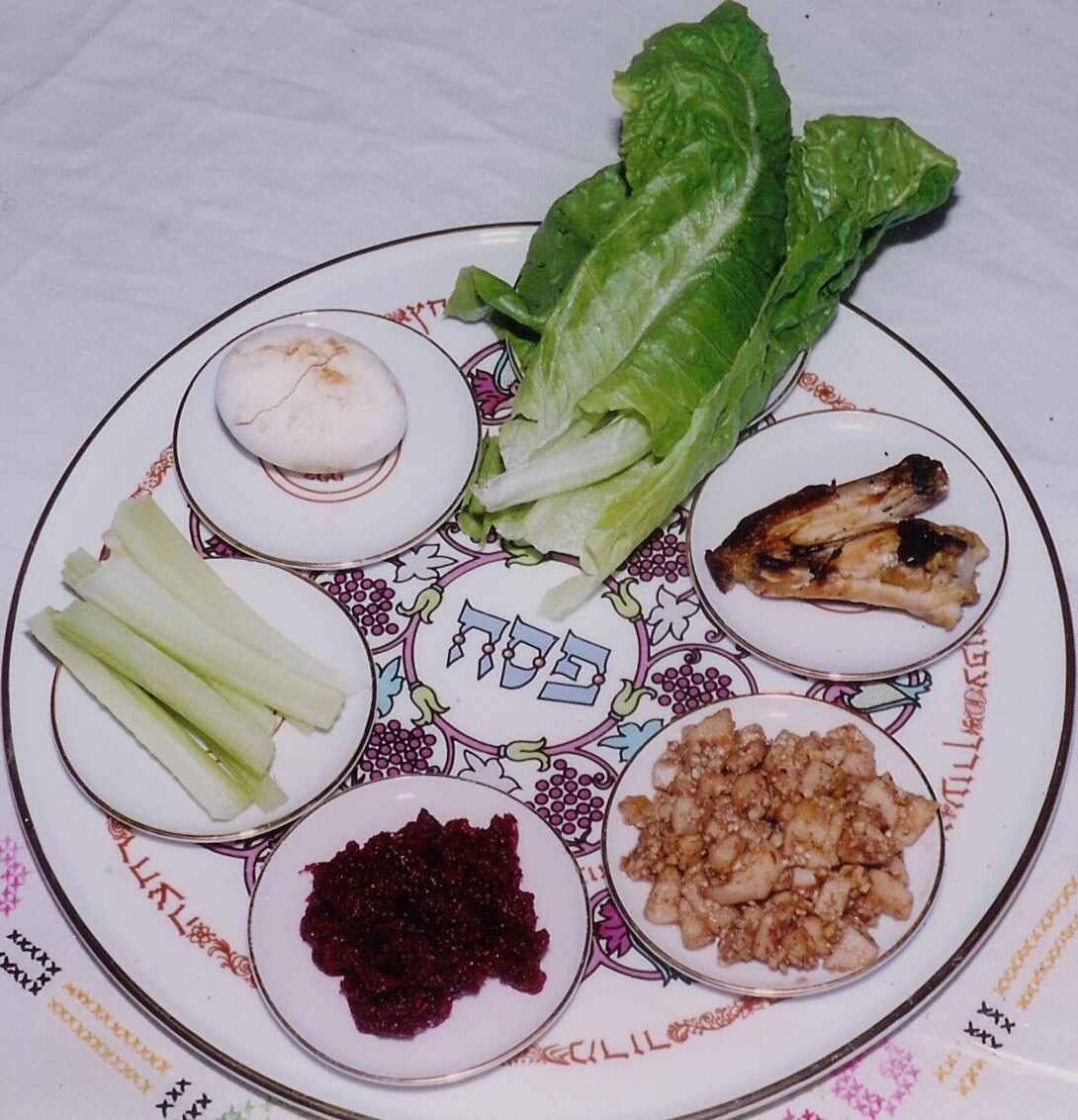
Ordenación tradicional de los ingredientes en el plato del séder de pesaj. Los ingredientes (en sentido de reloj, desde la parte superior): maror (lechuga romana), z'roa (una tibia de cordero asada), charoset, jrein (raíz de rábano picante con remolacha), karpás (palos de apio) y beitzah (huevo).

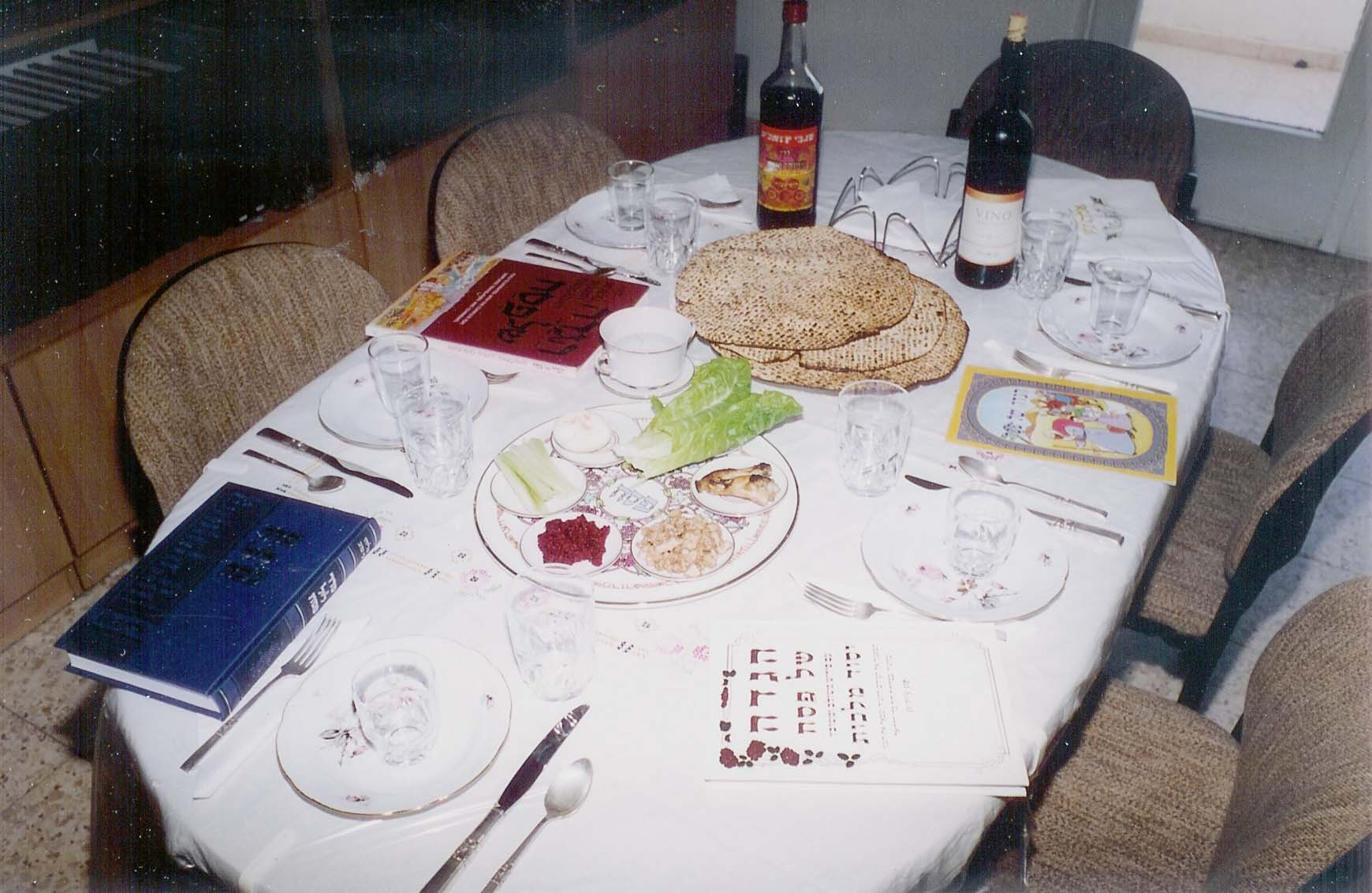
Ordenación de la mesa en una celebración del Seder, puede verse el plato del Seder y además como los tres shmurah matzot se colocan en un plato aparte junto con los boles de agua salada.

El Plato del Séder de Pésaj (en hebreo: קערה) (transliterado: keará) es un plato que contiene alimentos simbólicos que ayudan a celebrar y recordar el Séder de Pésaj. Los seis elementos que se ordenan en el plato tienen un significado especial que intenta evocar la historia y los sentimientos de los israelitas durante el Éxodo del Antiguo Egipto, este recuerdo se hace mediante la ingestión de los alimentos servidos en el plato, que deben comerse siguiendo un ritual. El séptimo ingrediente simbólico durante la comida es una pila de tres panes ácimos llamados matzos colocada en su propio plato sobre la mesa del Séder.

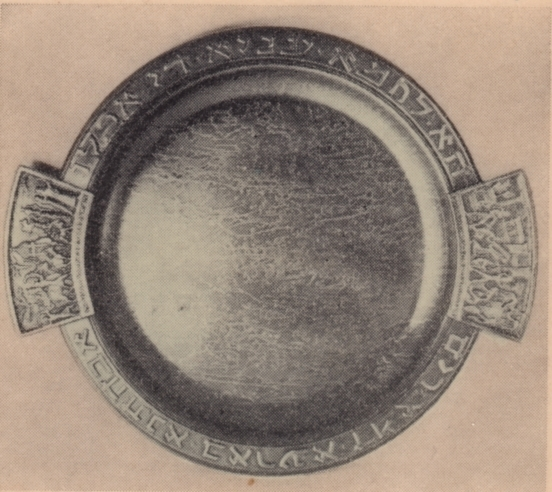
Plato del Séder (1948, Israel, Pal-Bell, Maurice Ascalon).

## Los ingredientes tradicionales del Séder

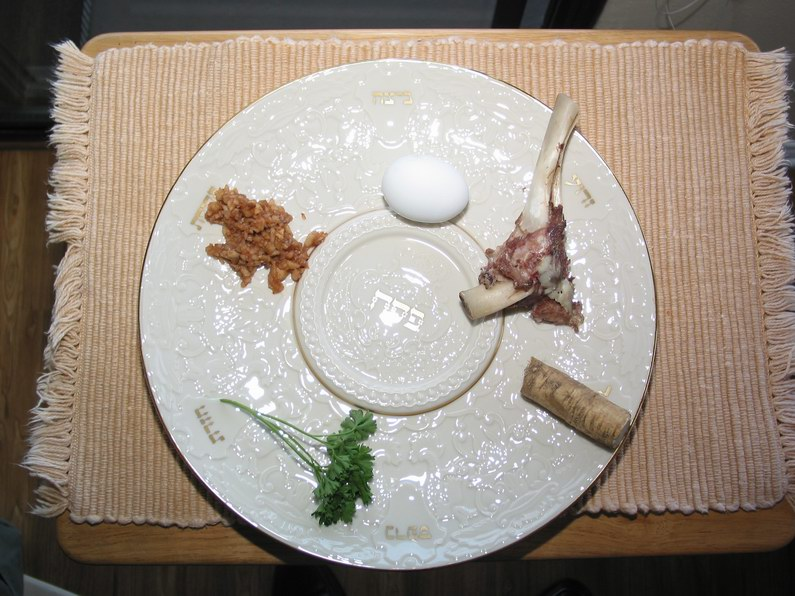
La Keará es el plato del Séder de Pésaj.

Los ingredientes tradicionales que componen el plato del Séder son:
- Las "Maror" son las hierbas amargas que simbolizan la amargura y las penalidades de la esclavitud sufrida por Am Israel en el Antiguo Egipto. Las "maror" pueden ser cualquier hierba fresca de sabor amargo, hay que tener en cuenta que las hierbas deben de ser frescas, ya que si fueran condimentadas o encurtidas no se consideran válidas para la celebración del "séder", debido a los preceptos y a las leyes judías. Una "maror" es la raíz del rábano picante, una planta cuya raíz tiene un sabor ligeramente amargo. El "jrein" es un condimento que consiste en rábano picado con remolacha.

- El "Jazeret" es la lechuga romana, en un momento del Séder de Pésaj, la lechuga romana se come junto con las matzot, para cumplir con una mitzvá llamada "korech".

- Jaroset: Se trata de una pasta dulce, de color marrón-rojizo, es una mezcla de diversos frutos secos de textura pedrosa, que representa el mortero de la construcción empleado por los esclavos israelitas para construir los graneros y los edificios del Antiguo Egipto. En las casas de los judíos asquenazíes, cuando celebran el "séder", el "jaroset" se hace de nuez picada, manzanas, canela, y vino dulce. Los judíos sefardíes en sus recetas de la cocina sefardí emplean dátiles y miel junto con nueces picadas, canela y vino. La elección de los ingredientes simboliza los atributos del pueblo judío, en palabras de Shlomo HaMelej tal y como menciona en el sagrado libro del Cantar de los Cantares.

- Karpas — Suele ser una verdura o hierba de sabor amargo, que es remojada en agua salada (salmuera) al comienzo del Séder. Se suele emplear perejil, apio o patata cocida. El remojo de la verdura en el agua salada (que representa lágrimas) refleja la pena que sintieron los esclavos judíos en Egipto, que sólo pudieron comer alimentos simples y poco preparados. El consumo inicial del karpas en el Séder significa que los niños de la mesa empiecen a preguntar por el significado de la celebración. Generalmente en el Shabbat o en las comidas de las festividades judías, el primer alimento ingerido tras el kiddush con el vino es el pan. En la mesa del Séder, sin embargo, el primer alimento ingerido tras el kiddush es una verdura. Este cambio en el orden deja de inmediato la recitación de la famosa cuestión: Ma Nishtaná HaLáila Hazé Mikól HaLeilót — "¿qué hace diferente esta noche de las otras?"

- Zroah — Una tibia de cordero asada, puede ser también un ala de pollo, o un cuello; simbolizando el Korbán Pésaj (sacrificio del Pesaj) en el que se ofrece un cordero como sacrificio en el Templo de Jerusalén, el cual se asa y se come como parte de la cena de la celebración de la noche del Séder. Desde la destrucción del Templo el zroah se sirve como un recuerdo visual del sacrificio del Pésaj; durante el Séder no es ni ingerido ni manipulado. Los vegetarianos suelen sustituir este elemento por una remolacha, haciendo mención del tratado talmúdico Pesahim 114b como su justificación para tal práctica.

- Beitzah — Un huevo cocido que simboliza el Korbán Jaguigáh (festival del sacrificio), y que era ofrecido en el Templo de Jerusalén. Este huevo no es manipulado ni consumido como parte de la cena del Séder. A pesar de ser el sacrificio de Pesaj y el Jaguigáh ofrecimientos cárnicos, el jaguigáh es conmemorado con un huevo como símbolo de duelo (los huevos son servidos en las celebraciones de los velatorios tras los funerales), de esta forma se evoca la idea de duelo por la destrucción del Templo. Desde la destrucción del Templo, la beitzah se sirve como un recuerdo visual del Jaguigáh; durante el Séder no se come ni se manipula (a excepción de la operación inicial de remojo en agua salada).

Los ingredientes deben colocarse en la mesa del Séder de acuerdo con su uso, los que se usan primero deben estar cercanos y los que se emplean después lejanos. el séptimo ingrediente simbólico de Séder son las tres pilas de matzot, que se sirven separadas. El primer y último se emplean para el Hamotzí (adoración sobre el pan), mientras que los del medio se pueden partir por el medio y ponerse en un borde para el Afikoman.
Los boles con agua salada se emplean en las dos unciones del Seder: uno al comienzo de la cena en el que se remojan los karpas, y el otro antes que la cena comience en el que se remoja el huevo duro como recordatorio del Jaguigáh. No es una parte tradicional del plato de Séder pero se pone en la mesa.

## Elementos no tradicionales
Algunas preparaciones del plato del Séder pueden incluir elementos adicionales, de igual forma simbólicos. Por ejemplo, algunos Sedarim (Plural de Séder) incluyen naranjas en honor de los derechos de los oprimidos, y/o activistas. El empleo de naranjas se ha dicho que ha sido inspirado por una cita conservadora del rabbi diciendo que las mujeres pertenecen al bimah como la naranja pertenece al plato del séder. Sin embargo, Susannah Heschel, investigadora que reclama haber iniciado la tradición de la naranja, menciona que esta historia es falsa.